# Давай одружимося (фільм)
«Давай одружимося» (рос. «Давай поженимся») — радянський художній фільм 1982 року режисера Олександра Єфремова.

## Сюжет
Олена і капітан першого рангу Микола Суворін немолоді. Випадково зустрівшись, вони жартома сказали один одному «Давай одружимося». Поспішний союз міг і не відбутися, якби не зусилля Миколи, який терпляче і делікатно взяв на себе ініціативу облаштування спільного життя…

## У ролях
- Юрій Назаров
- Маргарита Терехова
- Олександра Климова
- Тетяна Мархель
- Валерій Філатов
- Ірина Савіна
- Всеволод Платов
- Андрій Душечкін

## Творча група
- Сценарій: Олександр Горохов
- Режисер: Олександр Єфремов
- Оператор: Володимир Шкляревский
- Композитор: Андрій Ешпай